# セーフハーバー条項
セーフハーバー条項 (セーフハーバーじょうこう、米: Safe harbor provision または 英: Safe harbour provision、別称: セーフハーバー規定、セーフハーバー・ルール) とは、一定の条件を満たせば賠償や罰金などの責任や義務を免ぜられる法律上の規定である。セーフハーバーは直訳すれば「安全な港」であり、戦時中や嵐の際に船舶が寄港できる安全な場所を指す。ここから転じて、避難場所や安全地帯を指す。

## 具体例

### アメリカ合衆国

#### 著作権法
セーフハーバー条項はさまざまな分野の条文内に見受けられるが、一例を挙げるとアメリカ合衆国著作権法の第512条が知られている。一般ユーザーが著作権侵害コンテンツをデジタル・プラットフォーム (例えばYouTubeやWikipedia) 上に投稿した場合、その通信・伝達の場を提供したプラットフォーム事業者 (Google社やWikimedia財団) は適切・迅速にコンテンツを削除すれば、一定の条件下で著作権侵害の責任を負うことはない。このような削除手続をDMCA通告やノーティスアンドテイクダウン (notice and take-down) などと呼んでいる。
類似のプラットフォーム事業者向けセーフハーバー条項は欧州連合 (EU) の電子商取引指令や、日本の通称プロバイダー責任法にも存在する。

#### 選挙人開票法
このような「免責」や「安全避難」が適用されるのは民間事業者だけではない。たとえばアメリカ合衆国の選挙人開票法 (Electoral Count Act of 1887、略称: ECA) は、大統領選挙の投票結果を集計する手続を定めた法律であり、ECAでは「セーフハーバー期限」(safe harbor deadline または safe harbor day) の制度が設けられている。2020年の大統領選を例にとると、同年11月3日が各州の一般投票日であった。その後、各州で得票数の最も多い候補者が選挙人団を総取りし、選挙人団が同年12月14日に投票を行った。このような二段階の手続を踏むため、一般投票の集計結果を確定させる期日を「セーフハーバー期限」とECAでは呼んでいる。過去には集計結果や再集計の請求を巡って訴訟に発展したケースもある (2000年のブッシュ対ゴア事件など)。仮に州の集計結果に疑義が生じても、セーフハーバー期限が到来すれば連邦議会がこれに干渉できないことから、ECAの規定は州にとって「安全な港」として機能している。

### 日本

#### 独占禁止法における企業結合規制
日本の独占禁止法（私的独占の禁止及び公正取引の確保に関する法律）は、「一定の取引分野における競争の実質的な制限」をもたらすような企業の合併などの企業結合を規制している（企業結合規制）。
しかし、同法を運用する公正取引委員会は、『企業結合審査に関する独占禁止法の運用指針』（企業結合ガイドライン）では、およそ「競争の実質的な制限」が起こらないもの、として、セーフ・ハーバーを設定している。
具体的には、一定の取引分野における、企業結合を行う各企業の市場占有率（市場シェア）の百分率（パーセント）による値の2乗の総和であるハーフィンダール・ハーシュマン・インデックス（HHI）を用いて、下記の条件のいずれかを満たす場合には、企業結合規制に抵触するか否かの審査の対象とならないことになる(154)。
- 水平型企業結合類型：以下の条件のいずれか
  - 企業結合後のHHIが1,500 以下である場合
  - 企業結合後のHHIが1,500を超えるが、2,500以下であって、かつ、HHIの増分が250以下である場合
  - 企業結合後のHHIが2,500を超え、かつ、HHIの増分が150以下である場合

- 垂直型企業結合類型：企業結合後のHHIが2,500以下であり、かつ、企業結合後の市場占有率が35%以下の場合